# Есек'єль Себальйос
Есек'є́ль Себа́льйос (ісп. Exequiel Zeballos; нар. 24 квітня 2002, Сантьяго-дель-Естеро) — аргентинський футболіст, вінгер клубу «Бока Хуніорс».

## Клубна кар'єра
Вихованець футбольної академії клубу «Бока Хуніорс». У грудні 2018 року підписав свій перший професійний контракт з клубом, розрахований до 2022 року. У січні 2020 року почав залучатися до тренувань основного складу «Боки». 29 листопада того ж року Себальйос дебютував на дорослому рівні у грі чемпіонату проти «Ньюеллс Олд Бойза».
22 травня 2022 року він виграв свій перший титул з клубом, Кубок професіональної ліги Аргентини, в якому він зіграв 8 матчів. Того ж року він виграв з командою чемпіонат Аргентини, а на початку наступного року здобув і Суперкубок Аргентини.

## Кар'єра у збірній
У 2017 році у складі збірної Аргентини до 15 років зіграв на чемпіонаті Південної Америки, забивши чотири голи в рамках групового етапу: два голи в матчі проти збірної Уругваю 7 листопада, гол проти збірної Чехії 9 листопада та гол проти збірної Парагваю 13 листопада. Аргентинці виграли турнір, обігравши у фіналі бразильців.
У 2019 році у складі збірної Аргентини до 17 років Себальйос провів вісім матчів на юнацькому чемпіонаті Південної Америки, забивши гол у матчі проти збірної Колумбії 24 березня. Його збірна виграла цей турнір і кваліфікувалася на юнацький чемпіонат світу, на якому Себальйос провів три матчі та забив гол у ворота збірної Парагваю 8 листопада.

## Досягнення

### Клубні
- Чемпіон Аргентини: 2022
- Володар Кубка Професіональної ліги Аргентини: 2022
- Володар Суперкубка Аргентини: 2022

### Збірна
- Переможець чемпіонату Південної Америки (до 15 років): 2017
- Переможець чемпіонату Південної Америки (до 17 років): 2019